# Bob en George
Bob en George was een absurdistisch tv-programma bij de VPRO en Canvas. Bob (Kamagurka) en George (Herr Seele) spelen twee bij elkaar inwonende personages die vreemde avonturen beleven. De Volkskrant noemde het programma een parodie op een soapserie.

## Afleveringen
| Nr. | Aflevering | Titel             | Gastrol(len) | Uitzenddatum                                      |  |
| --- | ---------- | ----------------- | ------------ | ------------------------------------------------- |  |
| 1 | 1          | Mist              |              | 23 oktober 1998 (Canvas) 29 oktober 1998 (VPRO)   |  |
| Door mist is er buiten geen hand voor ogen te zien. Bob en George passen op Rusty, de hond van tante, die hun via een telefooncode laat weten dat er een nieuwe bibliothecaris is aangesteld die bijzonder veel weet over fossiele schelpdieren uit het Pleistoceen op Deense zandstranden aan het Skagerrak. Maar Bob en George hebben helemaal geen tante.                                                             |            |                   |              |                                                   |  |
| 2 | 2          | Naar Vaticaanstad |              | 30 oktober 1998 (Canvas) 5 november 1998 (VPRO)   |  |
| In deze aflevering winnen Bob en George een eenpersoonsreis naar Vaticaanstad. Omdat George de enige is die weet waar het loterijbriefje ligt, veinst hij geheugenverlies. |            |                   |              |                                                   |  |
| 3 | 3          | Het wereldrecord  | Eddy Wally   | 7 november 1998 (Canvas) 12 november 1998 (VPRO)  |  |
| Bob en George doen een gooi naar het wereldkampioenschap verjaardagvieren, en nodigen Tony de robot uit. Bob installeert een speelgoedkit met microben om de evolutie na te spelen. Bob en George dansen tot diep in de nacht. ’s Anderendaags is Eddy Wally uit de microben geëvolueerd. |            |                   |              |                                                   |  |
| 4 | 4          | De erfenis        |              | 14 november 1998 (Canvas) 19 november 1998 (VPRO) |  |
| De halfbroer van George komt zijn deel van de erfenis opeisen, net nu George een brief van zijn oogarts heeft gekregen waarin hij leest dat hij blind is. Tot Bobs ergernis verslijt George talloze witte stokken en gaat dan maar op jacht. Bob, die sowieso voor de Paralympische Spelen heeft getraind, besluit George in diens handicap tegemoet te komen en zaagt zichzelf een been af.                             |            |                   |              |                                                   |  |
| 5 | 5          | Sinternet         |              | 21 november 1998 (Canvas) 26 november 1998 (VPRO) |  |
| Bob krijgt een religieuze ervaring door een gevonden paar sandalen, daags voor de wereldwijde Bob en George-conventie. Het huis moet worden schoongemaakt; George vindt een fles alcohol van Bob, die hem vertelt hoe hij op een avond moest „vomeren” en hierdoor per ongeluk seks heeft gehad. ’s Nachts trekt Bob zijn pij aan en gaat de klok luiden in de neogotische toren die hij snel op het huis heeft gebouwd. |            |                   |              |                                                   |  |
| 6 | 6          | Oorlog            |              | 28 november 1998 (Canvas) 3 december 1998 (VPRO)  |  |
| Bob en George leren elkaar kennen in een oorlog van soldaten met erectie tegen soldaten zonder erectie. Deze oorlog is op doktersvoorschrift, want Bob lijdt aan het Multiple Army Syndrome. Terwijl Georges vrouw op het grindpad bevalt, veroorzaakt George per ongeluk een wapenstilstand door een glas paardenurine op de slagveldmaquette te spugen.                                                                |            |                   |              |                                                   |  |

1. ↑  Kamagurka en Herr Seele in soap parodie